# Unione dei comuni del Beigua
L'Unione dei comuni del Beigua è un'unione di comuni della Liguria, in provincia di Savona, formata dai comuni di Sassello ed Urbe.

## Storia
L'unione è nata con atto costitutivo del 10 dicembre 2014 firmato nel municipio di Sassello dai due rappresentanti locali del territorio.
L'ente locale ha sede a Sassello. Il primo rappresentante locale, designato il giorno della firma dell'atto costitutivo, è Daniele Buschiazzo in qualità di sindaco del comune - sede dell'Unione.

## Descrizione
L'unione dei comuni comprende quella parte di territorio dell'entroterra savonese dominato dalla vetta del monte Beigua.
Per statuto l'Unione si occupa di questi servizi:
- organizzazione generale dell'amministrazione, gestione finanziaria e contabile e controllo;
- organizzazione dei servizi pubblici di interesse generale di ambito comunale;
- catasto;
- la pianificazione urbanistica ed edilizia di ambito comunale nonché la partecipazione alla pianificazione territoriale di livello sovra comunale;
- attività, in ambito comunale, di pianificazione di protezione civile e di coordinamento dei primi soccorsi;
- organizzazione e gestione dei rifiuti e la riscossione dei relativi tributi;
- progettazione e gestione del sistema locale dei servizi sociali ed erogazione delle relative prestazioni ai cittadini;
- edilizia scolastica, organizzazione e gestione dei servizi scolastici;
- polizia municipale e polizia amministrativa locale;
- servizi in materia statistica.

## Amministrazione
| Periodo          | Periodo        | Primo cittadino    | Partito             | Carica                 | Note |
| ---------------- | -------------- | ------------------ | ------------------- | ---------------------- | ---- |
| 10 dicembre 2014 | 14 luglio 2017 | Daniele Buschiazzo | sindaco di Sassello | presidente dell'Unione |      |
| 14 luglio 2017   | in carica      | Fabrizio Antoci    | sindaco di Urbe     | presidente dell'Unione |      |